# Premiile Academiei Europene de Film
Premiile Academiei Europene de Film sunt decernate anual de Academia Europeană de Film producțiilor cinematografului european. Prima ediție a acordării acestor premii a avut loc în 1988.

## Categorii de premii
| - Cel mai bun film european - Cea mai bună comedie europeană - Cel mai bun regizor european - Cel mai bun actor european - Cea mai bună actriță europeană - Cel mai bun scenarist - Decoperirea europeană - Cea mai bună animație - Cel mai bun documentar - Cel mai bun scurtmetraj - Scenograful european al anului - Cea mai bună imagine - Cea mai bună co-producție europeană - Creatorul de costume european - Compozitorul european - Editor de sunet - Monteurul european | - Premiul publicului pentru cel mai bun film - Premiul publicului tânăr - Pentru întreaga activitate - Pentru contribuția la promovarea cinematografiei europene | - Cel mai bun film non-european - Cel mai bun actor în rol secundar - Cea mai bună actriță în rol secundar - Premiul Academiei Europene de Film pentru cel mai bun film de debut - Premiul Academiei Europene de Film pentru cea mai bună performanță - Premiul Academiei Europene de Film pentru cel mai bun tânăr actor sau actriță - Premiul publicului pentru cel mai bun actor - Premiul publicului pentru cea mai bună actriță - Premiul publicului pentru cel mai bun regizor - Premiul de excelență - Premiul criticii - Premiul de merit - Premiul onorific - Premiul special al juriului - Premiul Special al Societății Europeane de Cinematografie - Mențiune specială |

## Cel mai bun regizor european
- 1988 -  Wim Wenders  (Wings of Desire)
- 1989 -  Géza Bereményi (Eldorado)
- 2001 -  Jean-Pierre Jeunet (Amélie)
- 2002 -  Pedro Almodóvar (Talk to Her)
- 2003 -  Lars von Trier (Dogville)
- 2004 -  Alejandro Amenábar (The Sea Inside)
- 2005 -  Michael Haneke (Caché/Hidden)
- 2006 -  Pedro Almodóvar (Volver)
- 2007 -  Cristian Mungiu (4 luni, 3 săptămâni și 2 zile)
- 2008 -  Matteo Garrone (Gomorra)
- 2009 -  Michael Haneke (The White Ribbon)
- 2010 -  Roman Polanski (The Ghost Writer)
- 2011 -  Susanne Bier (In a Better World)
- 2012 -  Michael Haneke (Amour)

## Cea mai bună actriță europeană
- 1988 -  Carmen Maura  (Mujeres al borde de un ataque de nervios)
- 1989 -  Ruth Sheen (High Hopes)
- 1990 -  Carmen Maura (¡Ay Carmela!)
- 1991 -  Clotilde Courau (Le petit criminel)
- 1992 -  Juliette Binoche (The Lovers on the Bridge)
- 1993 -  Maia Morgenstern (Balanța)
- 1996 -  Emily Watson (Breaking the Waves)
- 1997 -  Juliette Binoche (The English Patient)
- 1998 -  &  Elodie Bouchez & Natacha Regnier (The Dreamlife of Angels)
- 1999 -  Cecilia Roth (Todo sobre mi madre)
- 2000 -  Björk (Dancer in the Dark)
- 2001 -  Isabelle Huppert (La pianiste)
- 2002 -  Catherine Deneuve, Isabelle Huppert, Emmanuelle Béart, Fanny Ardant, Virginie Ledoyen, Danielle Darrieux, Ludivine Sagnier, Firmine Richard (8 femmes)
- 2003 -  Charlotte Rampling (Swimming Pool)
- 2004 -  Imelda Staunton (Vera Drake)
- 2005 -  Julia Jentsch (Sophie Scholl - The Final Days)
- 2006 -  Penelope Cruz (Volver)
- 2007 -  Helen Mirren (The Queen)
- 2008 -  Kristin Scott Thomas (I've Loved You So Long)
- 2009 -  Kate Winslet (The Reader)
- 2010 -  Sylvie Testud (Lourdes)
- 2011 -  Tilda Swinton (We Need to Talk about Kevin)
- 2012 -  Emmanuelle Riva (Amour)

## Premiul publicului - Cel mai bun film european
- 2006: Volver
- 2007: La sconosciuta
- 2008: Harry Potter and the Order of the Phoenix
- 2009: Slumdog Millionaire
- 2010: Mr. Nobody
- 2011: The King's Speech
- 2012: Hasta la vista

## Premiul European de onoare - contribuție la cinematograful mondial
- 1997: Milos Forman
- 1998: Stellan Skarsgård
- 1999: Antonio Banderas și Roman Polanski
- 2000: Jean Reno et Roberto Benigni
- 2001: Ewan McGregor
- 2002: Victoria Abril
- 2003: Carlo di Palma
- 2004: Liv Ullmann
- 2005: Maurice Jarre
- 2006: Jeremy Thomas
- 2007: Michael Ballhaus
- 2008: Søren Kragh-Jacobsen, Kristian Levring, Lars von Trier și Thomas Vinterberg
- 2009: Isabelle Huppert
- 2010: Gabriel Yared
- 2011: Mads Mikkelsen
- 2012: Helen Mirren

## Premiul European de onoare - pentru întreaga activitate
- 1988: Ingmar Bergman și Marcello Mastroianni
- 1989: Federico Fellini
- 1990: Andrzej Wajda
- 1991: Alexandre Trauner
- 1992: Billy Wilder
- 1993: Michelangelo Antonioni
- 1994: Robert Bresson
- 1995: Marcel Carné
- 1996: Alec Guinness
- 1997: Jeanne Moreau
- 1999: Ennio Morricone
- 2000: Richard Harris
- 2001: Monty Python
- 2002: Tonino Guerra
- 2003: Claude Chabrol
- 2004: Carlos Saura
- 2005: Sean Connery
- 2006: Roman Polański
- 2007: Jean-Luc Godard
- 2008: Judi Dench
- 2009: Ken Loach
- 2010: Bruno Ganz
- 2011: Stephen Frears
- 2012: Bernardo Bertolucci